# Royal Aircraft Factory F.E.2
A designação F.E.2 (de Farman Experimental 2) foi usada pala Royal Aircraft Factory entre 1911 e 1914, para três aeronaves bastante diferentes que compartilhavam apenas um layout de biplano por impulsão estilo "Farman" padrão.
O terceiro tipo "F.E.2" foi operado como bombardeiro e caça diurno e noturno pelo Royal Flying Corps durante a Primeira Guerra Mundial. Junto com o biplano por impulsão D.H.2 monoposto e o Nieuport 11, o F.E.2 foi fundamental para acabar com o "Flagelo Fokker", uma grande superioridade aérea estabelecida pela "Luftstreitkräfte" ("Força Aérea Alemã") na Frente Ocidental desde o final do verão de 1915 até a primavera do ano seguinte.

## Projeto e desenvolvimento
A designação Farman Experimental 2 refere-se a três designs bastante distintos - todos modelos por impulsão baseados no layout geral empregado pelos projetistas de aeronaves franceses, os Irmãos Farman - mas, por outro lado, aeronaves completamente diferentes. Esta "reutilização" da designação F.E.2 causou muita confusão.

### F.E.2 (1911)

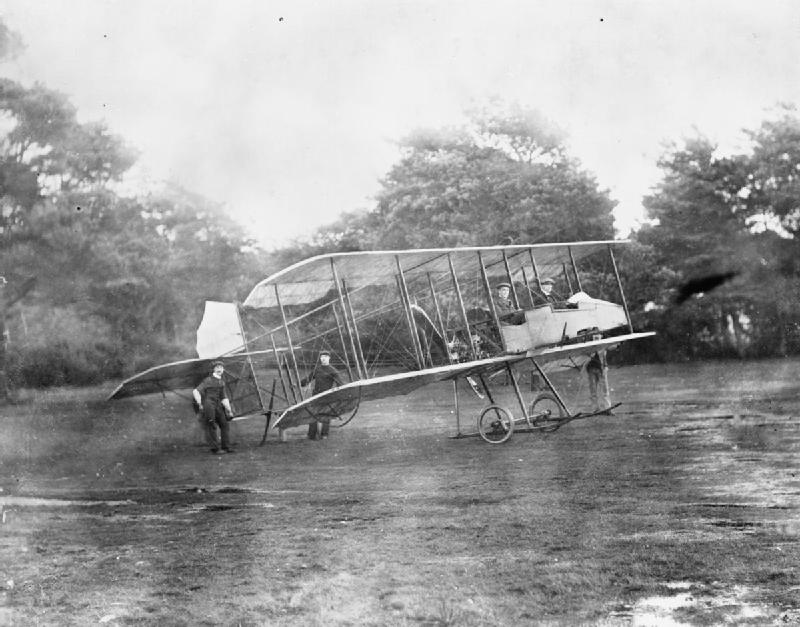
O primeiro F.E.2 (1911).

O primeiro F.E.2 foi projetado por Geoffrey de Havilland na Royal Aircraft Factory em 1911. Embora se afirmasse ser uma "reconstrução" do F.E.1, um biplano por impulsão projetado e construído por de Havilland antes de se juntar à equipe da fábrica, era na verdade, uma aeronave inteiramente nova, cuja construção foi concluída antes do F.E.1 ser destruído em um acidente em agosto de 1911. A nova aeronave lembrava a forma final do F.E.1, sem o profundor frontal, mas acomodava uma tripulação de dois em uma nacela de madeira e lona sendo movida por um motor giratório Gnome de 50 hp (37 kW).
Ele fez seu vôo inaugural em 18 de agosto de 1911, pilotado por de Havilland. Foi equipado com flutuadores em abril de 1912, voando pela primeira vez nesta forma em 12 de abril de 1912, mas tinha potência insuficiente e seu motor foi substituído por um Gnome de 70 hp (52 kW), o que permitiu que ele decolasse transportando um passageiro equipado com flutuadores. No final do ano, o F.E.2, reformado com um trem de pouso com rodas, foi modificado para carregar uma metralhadora Maxim em um suporte articulado no nariz.

### F.E.2 (1913)

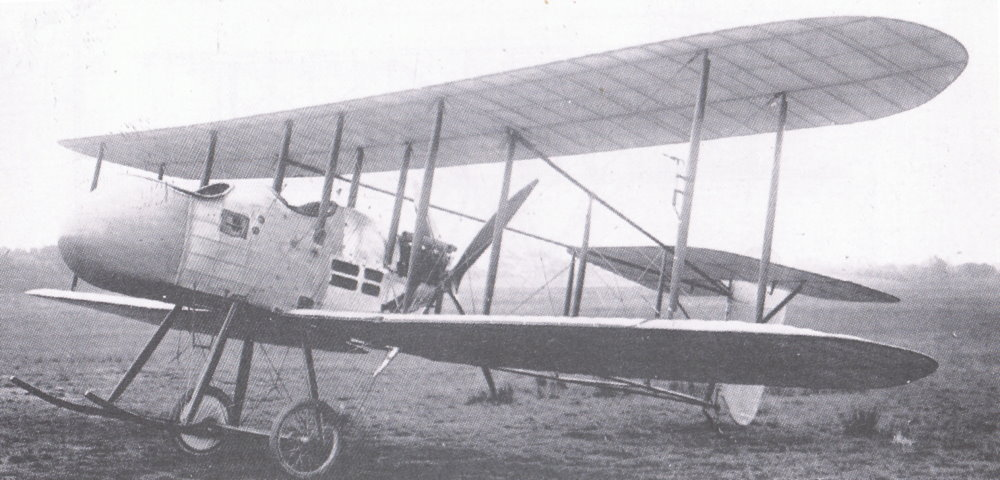
O segundo avião
com a designação F.E.2 (1913).

O segundo F.E.2 foi oficialmente uma reconstrução do primeiro, e pode de fato ter incluído alguns componentes da aeronave anterior. Era, no entanto, um projeto totalmente novo e muito mais moderno, maior e mais pesado do que a aeronave de 1911, com a envergadura aumentada de 33 pés (10,06 m) para 42 pés (12,80 m) e uma nova nacele mais aerodinâmica. O peso carregado aumentou de 1.200 lb (545 kg) para 1.865 lb (848 kg). O novo F.E.2 usava as asas externas do B.E.2a, com arqueamento de asas em vez de ailerons para controle lateral, e era movido por um motor Renault de 70 HP. Ele foi destruído quando entrou em parafuso a partir de 500 pés (150 m) e caiu ao solo em 23 de fevereiro de 1914, provavelmente devido à área insuficiente do estabilizador. O piloto, R. Kemp, sobreviveu ao acidente, mas seu passageiro morreu.

### F.E.2 (1914)

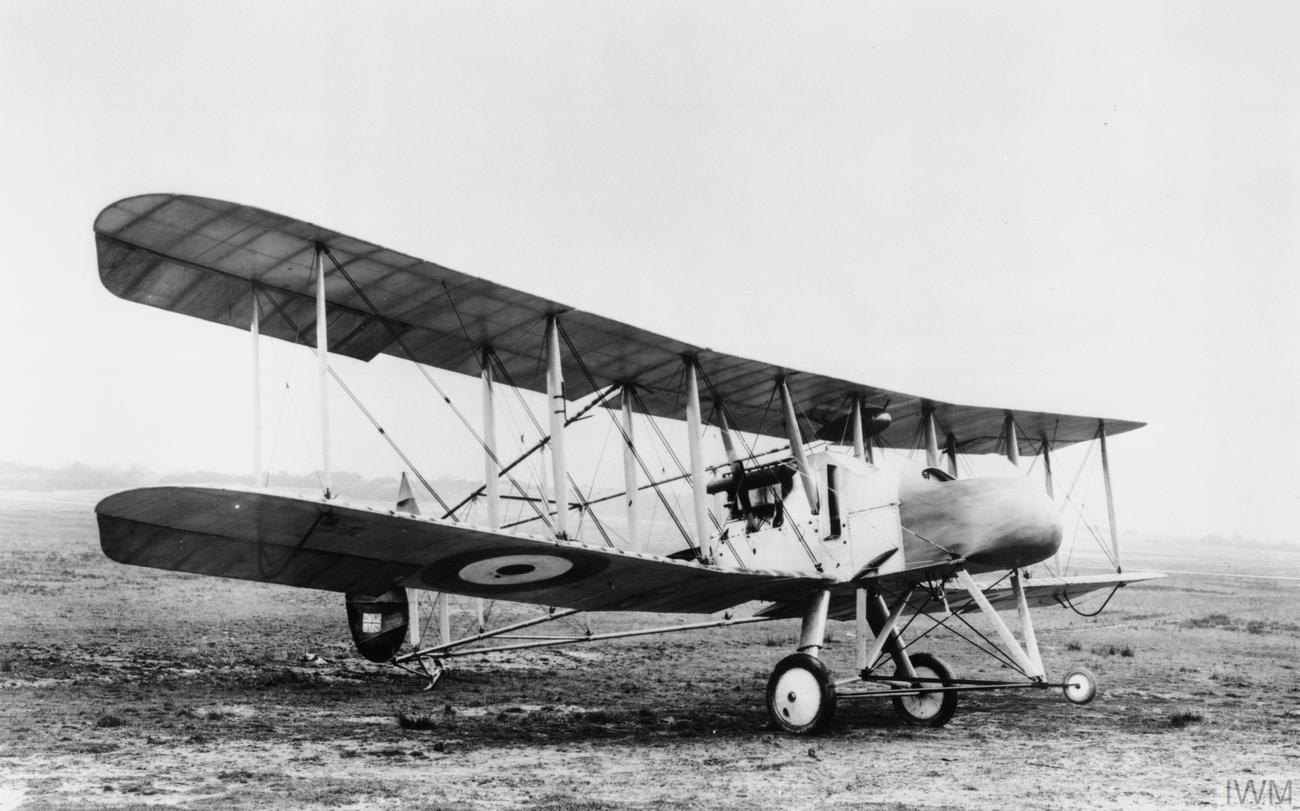
Um F.E.2a com trem de pouso original padrão.

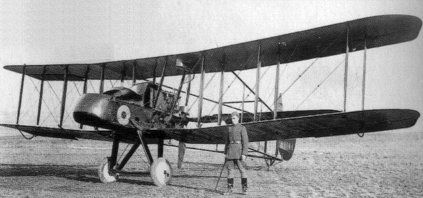
Um F.E.2b
com suporte do trem de pouso em "V".

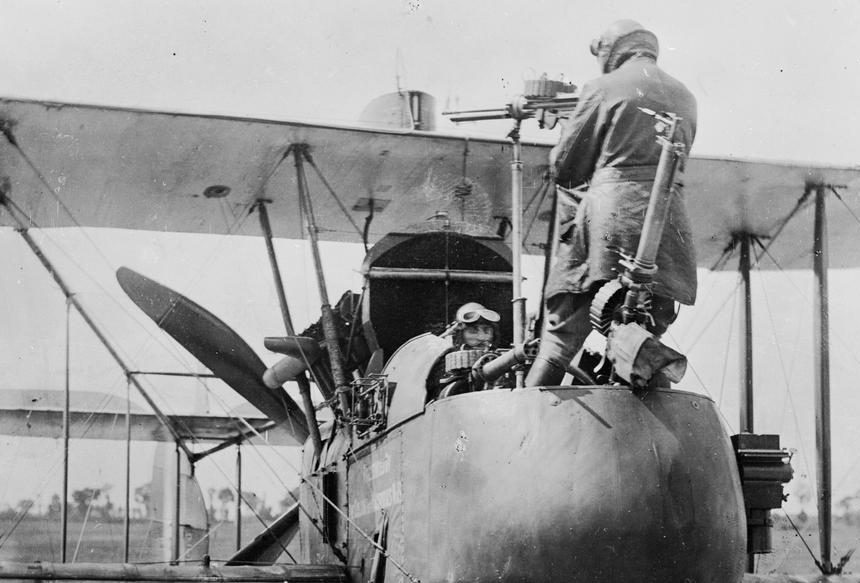
Um observador/artilheiro de F.E.2d demonstrando o uso do tiro traseiro de uma metralhadora Lewis, que o obrigou a ficar na borda de sua cabine. Observe a câmera e a metralhadora Lewis fixa (fora do padrão) para o piloto.

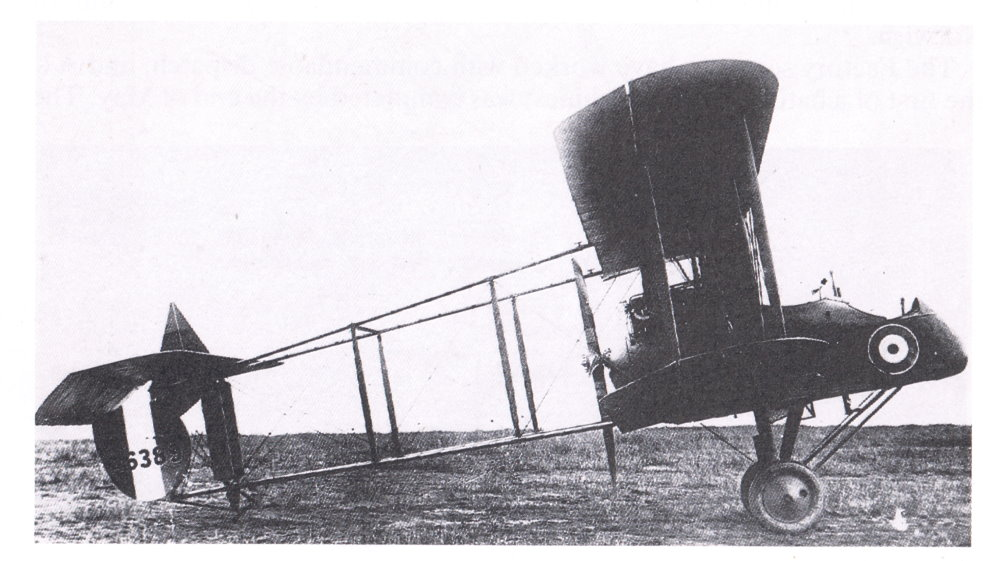
Um F.E 2d com parte da carenagem removida.

O trabalho começou em outro design totalmente novo em meados de 1914, o F.E.2a, especificamente concebido como um "caça", ou "porta-metralhadora" - na mesma classe que o Vickers F.B.5 "Gunbus". Além do layout "Farman", ele não tinha nenhuma relação direta com nenhum dos dois designs anteriores: os painéis externos das asas eram idênticos aos do B.E.2c. Era um dois lugares com o observador no nariz da nacele e o piloto sentado em uma posição mais acima e atrás. O observador estava armado com uma metralhadora Lewis .303" disparando para a frente em um suporte de "vassoura de bruxa" (articulado) especialmente projetado que lhe dava um amplo campo de fogo. O primeiro pedido de produção para 12 aeronaves foi colocado "fora da prancheta" (ou seja, antes do primeiro vôo) logo após a eclosão da Primeira Guerra Mundial. A essa altura, a configuração "empurrador" (por impulsão) era aerodinamicamente obsoleta, mas foi mantida para permitir um campo de tiro à frente desimpedido.
O material rodante do "terceiro" F.E.2 foi particularmente bem projetado - uma pequena roda do nariz evitava saliências abaixo do nariz ao pousar em solo macio, e os amortecedores do tipo a óleo também eram apreciados por tripulações que pousavam em campos improvisados e acidentados. A fim de reduzir o peso e o arrasto, algumas das aeronaves de produção foram equipadas com um material rodante normal do tipo "V". Isso não era universalmente popular e quando um método foi desenvolvido para remover a roda do nariz no campo sem perturbar os amortecedores, tornou-se a forma mais comum de material rodante F.E.2. O trem de pouso em "V" permaneceu padrão para os bombardeiros noturnos F.E.2, pois permitia o transporte de uma grande bomba sob a nacele.
O primeiro lote de produção consistiu em 12 exemplares da variante inicial F.E.2a, com um grande freio a ar sob a seção central superior e um motor Green E.6. O primeiro F.E.2a fez seu vôo inaugural em 26 de janeiro de 1915, mas foi considerado sem potência suficiente e foi reequipado com um motor Beardmore de 120 hp (89 kW) refrigerado a água, assim como as outras onze aeronaves.
O F.E.2a foi rapidamente seguido pelo principal modelo de produção, o F.E.2b, novamente movido por um motor Beardmore, inicialmente de 120 cv, embora mais tarde o F.E.2b recebesse o modelo de 160 cv (119 kW). O freio a ar do "a" falhou em proporcionar uma redução vantajosa na corrida de pouso e foi descartado para simplificar a produção. O tipo "b" também podia carregar uma carga externa de bombas e era rotineiramente equipado com uma câmera fotográfica aérea padrão. Um total de 1.939 F.E.2b foram construídos, apenas alguns deles na Royal Aircraft Factory, já que a maioria dos exemplares foi feita por fabricantes britânicos privados, como a "G & J Weir", a "Boulton & Paul Ltd" e a "Ransomes, Sims & Jefferies". No início da carreira do F.E.2b, uma segunda metralhadora Lewis foi adicionada na frente da cabine do piloto, em uma montagem telescópica alta para que o piloto pudesse atirar para frente, sobre a cabeça de seu observador. Na prática, essa arma foi apropriada pelos observadores, especialmente quando eles descobriram que subindo na borda de suas cabines podiam atirar para trás por cima da asa superior - em certa medida superando a notória deficiência dos tipos por impulsão na defesa da retaguarda, embora até mesmo isso não conseguiu cobrir um grande ponto cego sob a cauda. A cabine do observador era precária, especialmente ao disparar a "metralhadora traseira", e ele podia ser atirado para fora dela, embora sua visão fosse excelente em todas as direções, exceto diretamente para a retaguarda.
O arranjo foi descrito por Frederick Libby, um ás americano que serviu como observador em um F.E.2b em 1916, da seguinte maneira:

Quando vocês se levantam para atirar, todos vocês ficam expostos aos elementos, dos joelhos para cima. Não havia cinto para segurar você. Apenas o seu controle sobre a arma e as laterais da nacele se interpunham entre você e a eternidade. Na frente da nacele havia uma haste de aço oca com um suporte giratório no qual a arma estava presa. Esta arma cobria um enorme campo de fogo à frente. Entre o observador e o piloto, uma segunda arma foi montada, para disparar sobre a asa superior do F.E.2b para proteger a aeronave de ataques traseiros ... Ajustar e disparar esta arma exigia que você ficasse bem em pé fora da nacele com os pés no fundo da nacele. Você não tinha nada com que se preocupar, exceto ser lançado para fora da aeronave pela rajada de ar ou atirado para fora caso o piloto fizesse um movimento errado. Não havia pára-quedas nem cintos. Não admira que precisassem de observadores.

A Royal Aircraft Factory foi principalmente um estabelecimento de pesquisa e outros experimentos foram realizados usando o F.E.2b, incluindo o teste de um holofote alimentado por gerador conectado entre duas metralhadoras Lewis calibre .303" (7,7 mm), aparentemente para tarefas noturnas de combate.
O F.E.2c era um caça noturno experimental e uma variante de bombardeiro do F.E.2b, a principal mudança sendo a troca das posições do piloto e do observador para que o piloto tivesse a melhor visão para os pousos noturnos. Dois foram construídos em 1916, com a designação sendo reutilizada em 1918 para uma versão de bombardeiro noturno semelhante ao F.E.2b, que foi usado pelo "100 Squadron". No final, o layout do observador primeiro foi mantido para a aeronave padrão.
O modelo de produção final foi o F.E.2d (386 construídos), que era movido por um motor Rolls-Royce Eagle com 250 cv (186 kW). Embora o motor mais potente fizesse pouca diferença na velocidade máxima, especialmente em baixa altitude, ele melhorou o desempenho em grande altitude, com 10 mph a mais a 5.000 pés. O motor Rolls-Royce também melhorou a carga útil, de forma que, além das duas metralhadoras do observador, uma ou duas metralhadoras Lewis adicionais poderiam ser montadas para disparar para a frente, operadas pelo piloto.
Pelo menos dois F.E.2b foram equipados com motores RAF 5 de 150 hp (110 kW) (uma versão por impulsão do motor RAF 4) em 1916, mas nenhuma produção se seguiu. O F.E.2h era um F.E.2 movido por um motor Siddeley Puma de 230 hp (170 kW). O protótipo (A6545) foi convertido em fevereiro de 1918 pela Ransomes, Sims & Jefferies, na esperança de produzir um caça noturno com desempenho superior. Quando testado em Martlesham Heath, provou ser apenas um pouco melhor do que o F.E.2b. Apesar disso, mais três aeronaves foram convertidas para o padrão F.E.2h, sendo equipadas com um canhão Davis de seis libras (57 mm), montado para disparar para baixo para fins de ataque ao solo.
Enquanto o F.E.2d foi substituído pelo Bristol Fighter, o antigo F.E.2b provou ser um sucesso inesperado como um bombardeiro noturno tático leve e permaneceu um tipo padrão nesta função pelo resto da guerra. Sua razão de subida e teto eram muito ruins para que ele fosse um caça noturno satisfatório.

## Histórico operacional

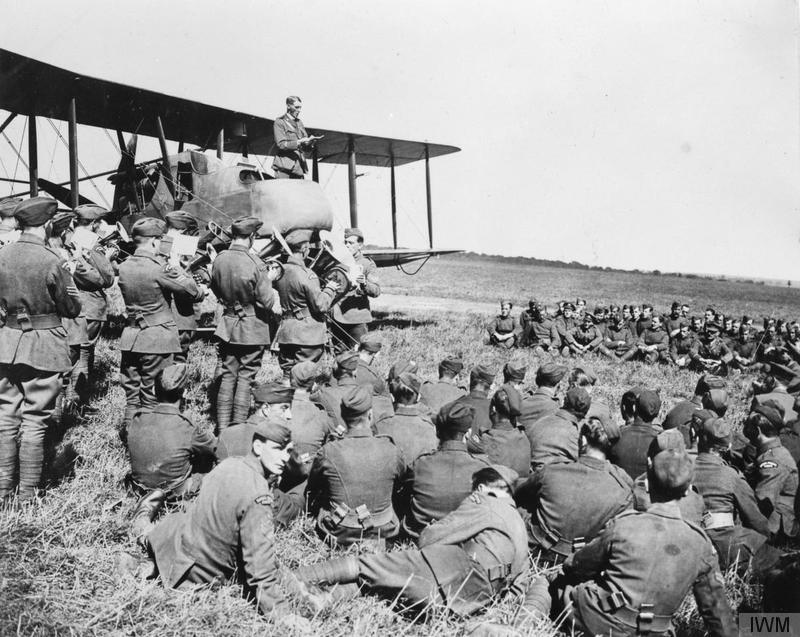
Um F.E.2b usado como "púlpito"
por um capelão.

O F.E.2a entrou em serviço em maio de 1915 com o "No. 6 Squadron RFC", que usou o F.E.2 em conjunto com o B.E.2 e um único Bristol Scout. O primeiro esquadrão a ser equipado inteiramente com o F.E.2 foi o "No. 20 Squadron RAF", enviado para a França em 23 de janeiro de 1916. Neste estágio, ele serviu como uma aeronave de caça e reconhecimento - eventualmente, cerca de ⅔ dos F.E.2 foram construídos como caças (816) e ⅓ como bombardeiros (395). As variantes F.E.2b e F.E.2d permaneceram em operações diurnas até 1917, enquanto o "b" continuou como bombardeiro noturno padrão até agosto de 1918. Em seu auge, o F.E.2b equipou 16 esquadrões do RFC na França e seis esquadrões de defesa doméstica na Inglaterra.
Em 18 de junho de 1916, o ás da aviação alemão Max Immelmann foi morto em combate com F.E.2b do No. 25 Squadron RFC. O esquadrão reivindicou a morte, mas a versão alemã do encontro é que o Fokker Eindecker de Immelmann quebrou depois que sua engrenagem sincronizadora falhou e ele disparou em sua própria hélice, ou foi atingido por fogo amigo de canhões antiaéreos alemães. Em qualquer caso, a esta altura o F.E.2b estava pelo menos enfrentando os caças monoplanos alemães em termos mais ou menos uniformes e o chamado "flagelo Fokker" havia terminado.
No outono de 1916, a chegada de caças alemães mais modernos, como o Albatros D.I e o Halberstadt D.II, significou que até o F.E.2d foi superado e, em abril de 1917, foi retirado das patrulhas ofensivas. Apesar de sua obsolescência em 1917, o F.E.2 ainda era muito querido por suas tripulações por sua força e boas características de vôo e ainda ocasionalmente provou ser um oponente difícil até mesmo para os melhores ases alemães. O às alemão Manfred von Richthofen foi gravemente ferido na cabeça durante o combate com aeronaves F.E.2d em junho de 1917 - o "Barão Vermelho", como a maioria dos pilotos alemães do período, classificou o F.E.2' como um "tipo Vickers", confundindo-o com o Vickers F.B.5 anterior.
Em combate com caças de um só lugar, os pilotos dos caças F.E.2b e F.E.2d formariam o que provavelmente foi o primeiro uso do que mais tarde ficou conhecido como um "círculo Lufbery" (círculo defensivo). No caso do F.E.2, a intenção era que o atirador de cada aeronave pudesse cobrir o ponto cego sob a cauda de seu vizinho e vários atiradores pudessem atirar em qualquer inimigo que atacasse o grupo. Ocasionalmente, formações de F.E.2 lutavam para voltar de grandes distâncias, sob forte ataque de caças alemães, usando esta tática.
Embora ultrapassado como caça diurno, o F.E.2 provou ser muito adequado para uso noturno e foi usado como caça noturno em esquadrões de defesa em patrulhas anti-Zeppelin e como bombardeiro noturno tático leve. Foi usado pela primeira vez como bombardeiro noturno em novembro de 1916, com os primeiros esquadrões de bombardeiros noturnos F.E.2b especializados sendo formados em fevereiro de 1917. Os F.E.2b foram usados como bombardeiros noturnos em oito esquadrões de bombardeiros até o final da Primeira Guerra Mundial, com até 860 sendo convertidos ou construídos como bombardeiros. O serviço como caça noturno teve menos sucesso, devido à baixa razão de subida e o teto limitado do tipo.
Alguns F.E.2b foram experimentalmente equipados com flutuadores para operação sobre a água e também foram usados para conduzir patrulhas anti-submarinas, operando na ilha de Grain, na foz do rio Tâmisa.
Um total de 35 aeronaves derivadas do F.E.2 foram vendidas para a China em 1919 pela Vickers como Vickers Instructional Machines (VIM), para serem usadas como treinadores avançados, tendo uma nacele reprojetada equipada com controles duplos e alimentada por um motor Rolls-Royce Eagle VIII.

## Na cultura popular
O romance "War Story" de Derek Robinson é sobre o fictício "Esquadrão Hornet" voando o F.E.2b, e mais tarde o F.E.2d, contando como o caça voou nos meses que antecederam a Batalha do Somme.
O romance "Across the Blood-Red Skies" de Robert Radcliffe é narrado por um piloto de F.E.2 e oferece uma visão sobre as habilidades necessárias para pilotar o avião.
O romance "One Spring in Picardy" de William Stanley é a história de um esquadrão de bombardeiros noturnos F.E.2b na França na primavera de 1918.
O personagem "Biggles" doromance do Capitão W.E. Johns, começa sua carreira operacional no fictício "Esquadrão 169", voando no F.E.2b.
A série de cinco livros de Grif Hosker sobre o combate aéreo do Royal Flying Corps na Primeira Guerra Mundial: "1914, 1915-Fokker Scourge", "1916-Angels Over the Somme", "1917-Eagles Fall" e "1918-We Will Remember Them", descreve vividamente o combate de um F.E.2. O protagonista, o fictício "Capitão Bill Harsker", começa sua carreira de aviador como um artilheiro alistado na frente de um "gunbus" e avança para se tornar um piloto ás líder. No livro de 1917, o F.E.2 sofre muito nas mãos das aeronaves alemãs mais avançadas e Harsker passa a usar um Sopwith.

## Exemplares sobreviventes e réplicas

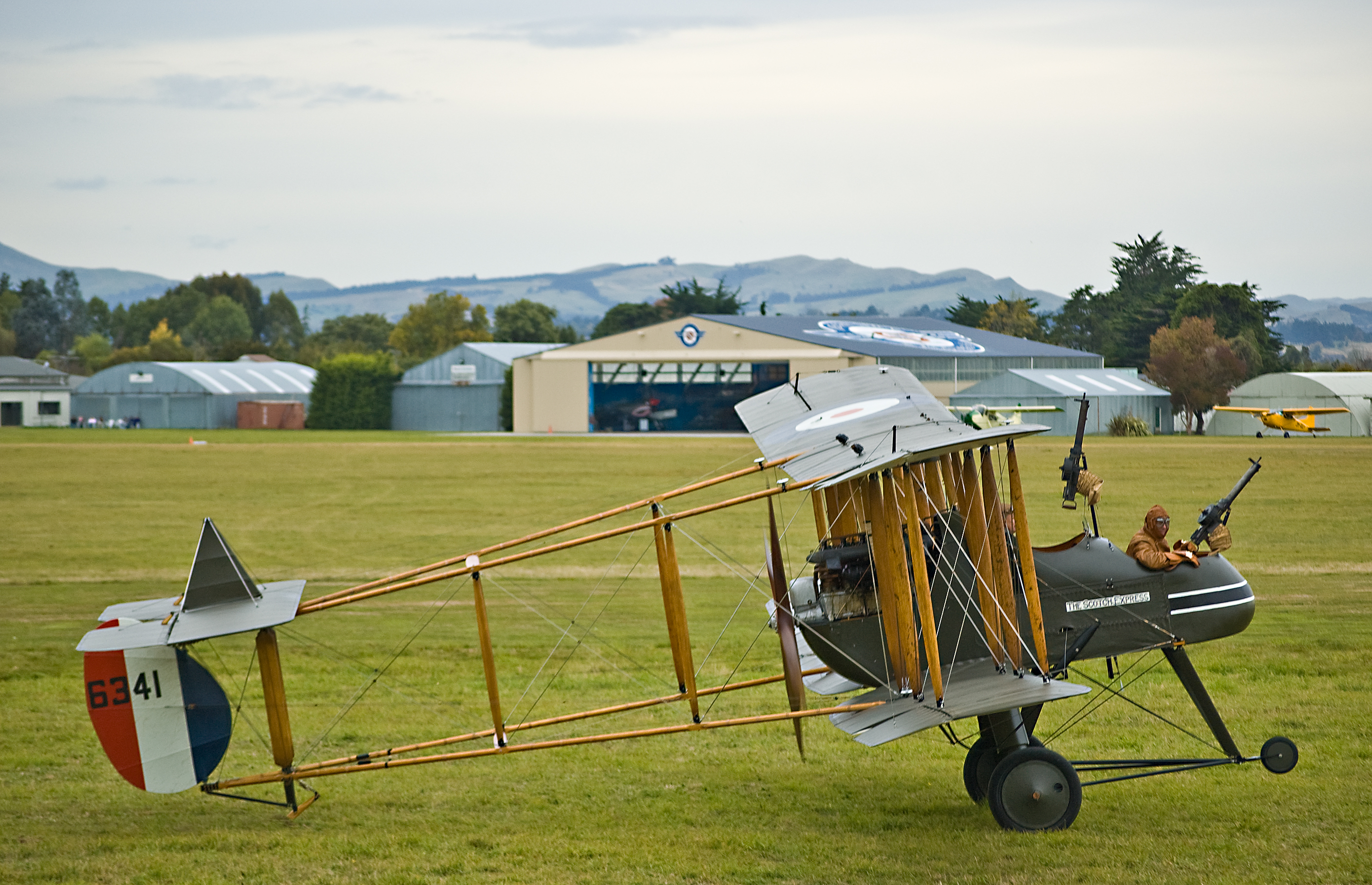
A réplica aeronavegável construída pela Vintage Aviator Ltd faz sua estreia em 25 de abril de 2009 no Hood Aerodrome, na Nova Zelândia.

O "Royal Air Force Museum London" exibe um F.E.2b. As asas e os suportes da cauda são réplicas, mas a nacele e o motor da aeronave são originais. A nacele foi feita em 1918 pela Richard Garrett & Sons, que foi subcontratada para fazer as naceles para a Boulton & Paul Ltd, que montou a aeronave completa. No entanto, esta nacele estava inacabada e nunca construída em uma aeronave completa. Foi mantido pela Garretts até 1976, quando foi transferido para o Museu da RAF. Em 1986, o museu iniciou um projeto de restauração e encomendou a construção de réplicas de asas e cauda; um motor Beardmore foi comprado na Nova Zelândia em 1992. A longa restauração foi finalmente concluída e a aeronave colocada em exibição em 2009.
Duas reproduções do F.E.2b, uma para os padrões de aeronavegabilidade completas e equipadas com um motor Beardmore genuíno, foram fabricadas pela "The Vintage Aviator Ltd" da Nova Zelândia.

## Operadores
Austrália
- Australian Flying Corps

- Central Flying School AFC em Point Cook, Victoria – apenas um avião.

 Reino Unido
- Royal Flying Corps / Royal Air Force

- No. 6 Squadron RAF
- No. 11 Squadron RAF
- No. 12 Squadron RAF
- No. 16 Squadron RAF
- No. 18 Squadron RAF
- No. 20 Squadron RAF
- No. 22 Squadron RAF
- No. 23 Squadron RAF
- No. 24 Squadron RAF
- No. 25 Squadron RAF
- No. 28 Squadron RAF
- No. 31 Squadron RAF
- No. 33 Squadron RAF
- No. 36 Squadron RAF
- No. 38 Squadron RAF
- No. 39 Squadron RAF
- No. 51 Squadron RAF
- No. 57 Squadron RAF
- No. 58 Squadron RAF
- No. 78 Squadron RAF
- No. 64 Squadron RAF
- No. 83 Squadron RAF
- No. 90 Squadron RAF
- No. 100 Squadron RAF
- No. 101 Squadron RAF
- No. 102 Squadron RAF
- No. 116 Squadron RAF
- No. 118 Squadron RAF
- No. 131 Squadron RAF
- No. 133 Squadron RAF
- No. 148 Squadron RAF
- No. 149 Squadron RAF
- No. 166 Squadron RAF
- No. 191 Squadron RAF
- No. 192 Squadron RAF
- No. 199 Squadron RAF
- No. 200 Squadron RAF
- No. 246 Squadron RAF

- República da China
  - Força Aérea da República da China
- Estados Unidos
  - Forças Expedicionárias Americanas

## Ases com o Royal Aircraft Factory F.E.2
Durante seu período em serviço, algumas dúzias de ases usaram o F.E.2, entre eles se incluíram:
Ases do F.E.2b
- Carleton Main Clement
- Chester Stairs Duffus
- James Green
- Harold Hartney
- Victor Huston
- Reginald Malcolm
- Stephen Price
- John Quested
- Lancelot Richardson
- David Stewart
- Noel Webb
- Charles Woollven

Ases do F.E.2d
- Donald Cunnell
- Harry G. E. Luchford
- Reginald Makepeace
- George Reid
- Guy Reid
- Cecil Roy Richards
- Frederick Thayre
- Richard M. Trevethan

Ases observadores/artilheiros do F.E.2b
- Giles Blennerhasset – 8
- Leslie Court
- John Cowell
- Leonard Herbert Emsden – 8
- Frederick Libby
- James Robert Smith

Ases observadores/artilheiros do F.E.2d
- William Cambray
- Francis Cubbon
- Campbell Hoy
- Laurence Henry Scott
- Thomas Lewis
- James Tennant

## Especificações (F.E.2b)
Dados de: Warplanes of the First World War: Fighters, Volume Two
Descrições gerais
- Tripulação: 1 piloto
- Capacidade: 1 artilheiro/observador
- Comprimento: 9,83 m (32 ft)
- Envergadura: 14,55 m (48 ft)
- Altura: 3,86 m (13 ft)
- Área alar: 45,9 m² (494 ft²)
- Peso vazio: 935 kg (2 060 lb)
- Peso bruto (carregado): 1 378 kg (3 040 lb)

Motorização
- Número de motores: 1x
- Tipo do motor: Beardmore
- Potência por motor: 160 hp (119 kW)
- Descrição do propulsor/hélice: Hélice de madeira de passo fixo com 4 pás por impulsão

Performance
- Velocidade máxima: 147,3 km/h (91,5 mph)
- Autonomia: 3 hs
- Razão de subida: 1.27 m/s
- Tecto de serviço: 3 400 m (11 200 ft)
- Carga alar: 30.0 kg/m²

Armamentos
- Metralhadoras/canhões: * 1 ou 2 metralhadoras Lewis de .303" (7,7 mm) para o artilheiro/observador (uma montado na frente dele e outra sobre a asa superior disparando para trás)
- 1 ou 2 metralhadoras Lewis de .303" (7,7 mm) as vezes montada para uso do piloto no F.E.2d
- Bombas: Até 517 lb (235 kg) de bombas